# Ciaculli
Ciaculli est un hameau de Palerme en Sicile. Il est situé à quelques kilomètres de Palerme.
Le village est fief d'une des plus grandes (et des plus cruelles) familles mafieuses de Cosa Nostra de l'histoire, les Greco (parfois appelé clan des Ciaculli), avec comme fondateur Giuseppe piddu u tenenti Greco, auxquels succèderont  Salvatore ciaschiteddu Greco, et Salvatore il senatore, Michele il papa ("le pape"). Durant les années 80, avant les révélations de Tommaso Buscetta, les plantations d'oranges du "fondo favarella", abritaient la salle de réunion souterraine dans laquelle les dirigeants de la Coupole (structuration du pouvoir mafieux) se réunissaient. Un souterrain partait de la maison de Michele Greco pour rejoindre la salle de réunion. Les plantations dissimulaient d'ailleurs un laboratoire de fabrication d'héroine.
Membres du clan, Leonardo Greco et Pino Greco deviendront célèbres en tant qu'exécuteurs de Cosa Nostra dans les années 1970 et 1980.
Le village est aussi connu pour l'attentat qui eut lieu en 1963 contre Salvatore Greco, tuant sept carabiniers. Il a mauvaise réputation. On dit que les volets des maisons du village restent toujours fermés. Il n'y a d'ailleurs aucun panneau annonçant ce bourg dans les environs du village.
Le village vit essentiellement de sa production d'agrumes et est célèbre pour ses mandarines hivernales. En se promenant dans les rues de Ciaculli, on voit que, de chaque côté des routes, les plantations d'oranges et de mandarines sont omniprésentes.